# Виланова (Козенца)
Виланова је насеље у Италији у округу Козенца, региону Калабрија.
Према процени из 2011. у насељу је живело 73 становника. Насеље се налази на надморској висини од 763 м.